# Ton Baas
Ton Baas (Midwolda, 31 augustus 1946) is een Nederlands politicus en bestuurder. Hij is lid van de VVD.

## Biografie
Baas was als inwoner van Oldeholtpade bestuurslid bij de lokale omroep Radio Weststellingwerf Centraal en manager bij de bierbrouwerij Interbrew voor hij in 1995 lid werd van de Provinciale Staten van Friesland waar hij VVD-fractievoorzitter was. Van 2003 tot 2007 was hij gedeputeerde in welke functie hij onder ander Milieu, Provinciale Waterstaat en Verkeer en Vervoer in portefeuille had. Toen Sicko Heldoorn in 2007 vertrok als burgemeester van Opsterland om die functie in Assen te gaan vervullen volgde Baas hem gedurende een half jaar op als waarnemend burgemeester. 
Enkele maanden later werd hij waarnemend burgemeester van Dongeradeel wat hij bleef tot januari 2009. In maart van dat jaar werd Baas opnieuw benoemd tot waarnemend burgemeester; dit keer in Boornsterhem nadat de burgemeester daar samen met alle wethouders was opgestapt vanwege financiële problemen. Op 1 januari 2014 werd bij een gemeentelijke herindeling die gemeente opgeheven.
Baas werd op 31 oktober 2014 benoemd tot waarnemend burgemeester van Midden-Drenthe. Baas volgde Jan Broertjes op, die niet terugkeerde als burgemeester. Broertjes maakte een dag eerder bekend af te zien van herbenoeming. Aanleiding was een kritisch rapport over het sociale beleid van Midden-Drenthe. Tot het moment dat Midden-Drenthe een nieuwe Kroonbenoemde burgemeester heeft zal Baas naar verwachting in Midden-Drenthe blijven. In maart 2017 werd Bert Swart voorgedragen om daar de burgemeester te worden. Vanwege gezondheidsproblemen bij Swart ging diens benoeming niet door. In september 2017 heeft de gemeenteraad Mieke Damsma voorgedragen als nieuwe burgemeester en in december van dat jaar werd ze daar beëdigd als burgemeester.
Vanaf 9 mei 2016 was Baas de eerste voorzitter van de VVD Regio Noord (het overkoepelende bestuur van de VVD voor Groningen, Friesland en Drenthe). In juni 2018 volgde zijn benoeming tot waarnemend burgemeester van de gemeente Aa en Hunze. Op 25 april 2019 werd Anno Wietze Hiemstra voorgedragen als nieuwe burgemeester van Aa en Hunze. Deze begon op 12 september 2019. Op 9 oktober 2019 eindigde ook zijn voorzitterschap van de VVD Regio Noord.